# DUMBO
DUMBO, acronimo di Down Under the Manhattan Bridge Overpass (Sotto il Manhattan Bridge), è una zona di Brooklyn a New York. È divisa in due parti: la prima si trova tra il ponte di Manhattan e il ponte di Brooklyn, la seconda che va dal ponte di Manhattan al Vinegar Hill. 
L'acronimo DUMBO fu usato la prima volta da Jerry Seinfeld durante la sua apparizione in un Talk Show. Seinfeld usò un gioco di parole, omettendo la parola "overpass" e ottenendo così “DUMB” (in inglese: stupido, sciocco), cosa che non piacque agli abitanti della zona che decisero di aggiungere l'ultima vocale.

## Origini
Il quartiere nacque intorno al 1890 sotto il nome di Fulton Landing come zona industriale con magazzini e fabbriche di macchinari, carta e detersivi. Durante la deindustrializzazione cominciò a divenire zona residenziale, catturando l'attenzione di artisti e di ragazzi che cercavano ambienti ampi e poco costosi, cosa che Manhattan non offriva. Verso la fine degli anni novanta, a seguito della continua crescita dei prezzi degli appartamenti di Manhattan, DUMBO divenne sempre più popolato.

## Trasporti
Il quartiere è servito dalla metropolitana di New York attraverso le stazioni di  York Street (linea IND Sixth Avenue, treni della linea F) e High Street (linea IND Eighth Avenue, treni delle linee A e C).